# Teoria de Van Hiele
A Teoria de van Hiele ou os Níveis de van Hiele ou o Modelo de van Hiele constitui uma teoria do ensino e da aprendizagem de geometria, elaborado pelo casal neerlandês van Hiele.
O modelo tem sua origem em 1957, nas dissertações de doutorado de Dina van Hiele-Geldof e Pierre van Hiele na universidade de Utrecht, nos Países Baixos. O livro original, a partir do qual a teoria se desenvolveu chama-se Structure and Insight: A theory of mathematics education.
A teoria se encaixa dentro da didática da matemática e, de forma mais específica, na didática da geometria.

## Ideias básicas da teoria
A ideia básica do modelo, expressado de forma sucinta é:
- A aprendizagem da geometria se faz passando por níveis graduais de pensamento.

Estes níveis não estão associados a idade, e têm as seguintes características:
- Não se pode alcançar o nível n sem haver passado pelo nível anterior n-1, ou seja, o progresso dos alunos através dos níveis é invariante.
- Em cada nível de pensamento, o que era implícito, no nível seguinte volta explícito.
- Cada nível tem sua linguagem própria utilizada (símbolos linguísticos) e respectiva significância dos conteúdos (conexão destes símbolos com algum significado).
- Dois estudantes com níveis distintos não podem se entender.

## Níveis
Os níveis de van Hiele são cinco, podendo ser nomeados com números de 0 a 4, sendo esta notação a mais utilizada (também há a notação de 1 a 5)
Nível 0 : Visualização ou reconhecimento
Nível 1 : Análise
Nível 2 : Ordenação ou classificação
Nível 3 : Dedução formal
Nível 4 : Rigor

## Leitura complementar
- The Van Hiele Levels of Geometric Understanding por Marguerite Mason
- Young Children's Developing Understanding of Geometric Shapes por Mary Anne Hannibal
- http://formacionenlinea.edu.ve/formacion_educadores/formacion-educadores/curso_geometria/introduccion/contenido.html Em falta ou vazio |título= (ajuda)
- «Matemáticas Elementales en El Ciberespacio»
- «Apuntes para la enseñanza de la Geometría»
- «Otras teorías relevantes sobre didáctica de la matemática»